# Parasmittina jeffreysi
Parasmittina jeffreysi är en mossdjursart som först beskrevs av Norman 1876.  Parasmittina jeffreysi ingår i släktet Parasmittina och familjen Smittinidae. Inga underarter finns listade i Catalogue of Life.